# Lichtenau (Rothenbuch)
Lichtenau ist ein Gemeindeteil der Gemeinde Rothenbuch im unterfränkischen Landkreis Aschaffenburg in Bayern.

## Geographie
Der Weiler liegt im Spessart im Tal der Hafenlohr zwischen Rothenbuch und Erlenfurt an der Kreisstraße AB 6, direkt an der Grenze zum Landkreis Main-Spessart. Nördlich grenzen die Gemarkungen der gemeindefreien Gebiete Rothenbucher Forst und Forst Lohrerstraße.

## Geschichte

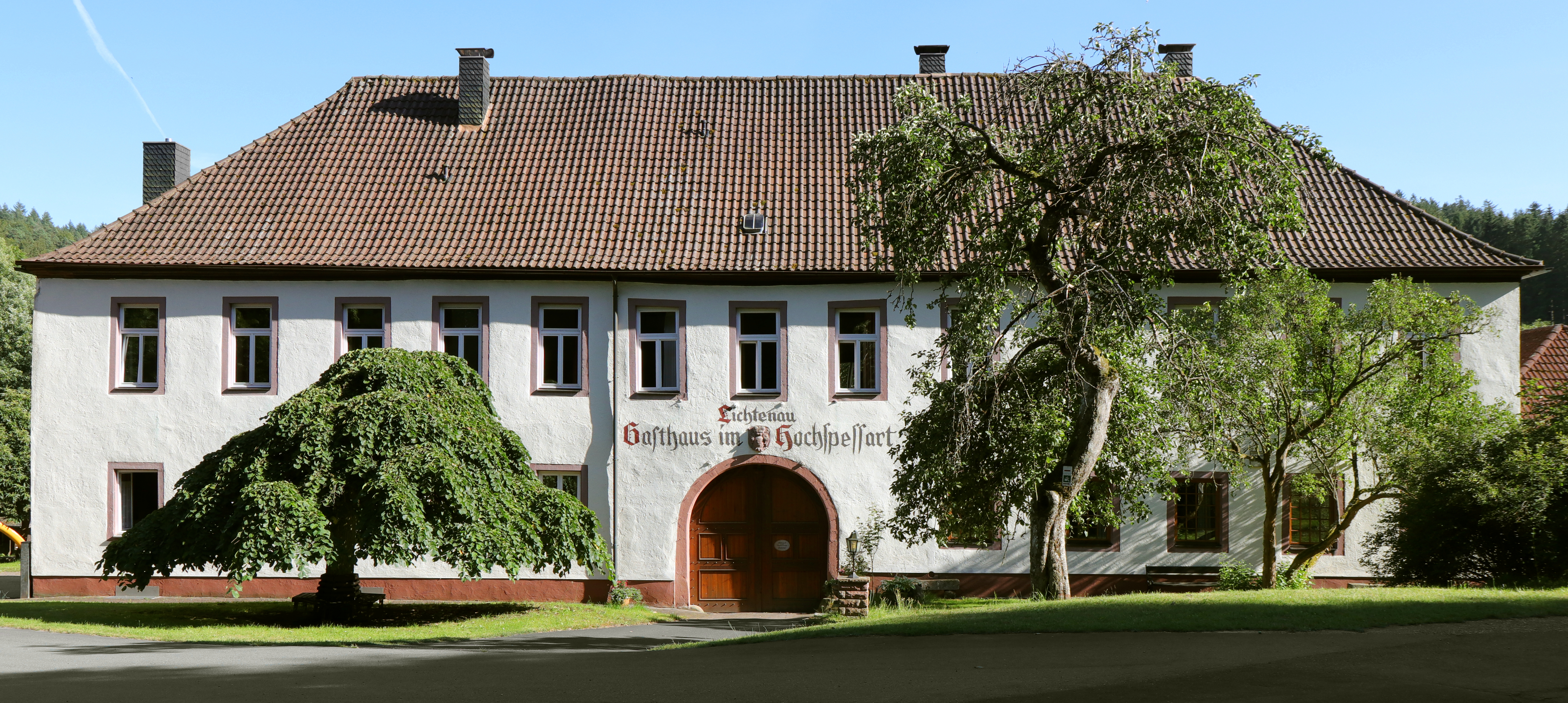
Gasthof Lichtenau (Rothenbuch)

Im Mittelalter erfolgte im Spessart die Besiedelung von Westen und Osten kommend aus zwei Richtungen, mit der Scheidelinie in und um Lichtenau, wo die territorialen Interessen des Erzstift Mainz und des Hochstift Würzburg zusammenstießen.
Zur Grenzsicherung des kurmainzischen Gebietes wurde 1462 in Lichtenau ein Gestüt eingerichtet, das bis ins Jahr 1790 Bestand hatte. Zunächst erhielten die Echter das Gestüt zum Lehen. Nach Einzug des Lehens 1657 wurde es als kurmainzisches Staatsgestüt weiterbetrieben. Im 18. Jahrhundert fanden umfangreiche bauliche Erweiterungen statt. 
Wegen zu hoher Kosten wurde das Gelände der aus dem Odenwald stammenden Familie Rexroth in Erbpacht übergeben, die dort nach Höllhammer und Neuhammer von 1813 bis 1871 einen dritten Eisenhammer betrieb. Ab 1850 zog die Familie mit den Betrieben wegen besserer Verkehrsanbindung nach Lohr am Main um. Nach der Schließung des Hammerwerks 1881 wurden die Gebäude vorübergehend bis 1885 der Lohrer Schnitzschule überlassen. 1896 gelangte das Gut dann in Privatbesitz der Familie Eich, die es zunächst landwirtschaftlich nutzte. Zu Beginn des 20. Jahrhunderts wurde in dem aus der zweiten Hälfte des 18. Jahrhunderts stammenden Gebäude des ehemaligen Gestüts das Gasthaus zum Hochspessart eingerichtet.
Im Spätsommer 1927 kehrte Kurt Tucholsky mit zwei Freunden auf einer Wanderung durch den Spessart in dem Gasthaus ein. In seinem Reisebericht Das Wirtshaus im Spessart (veröffentlicht am 18. November 1927 in der Vossischen Zeitung unter seinem Pseudonym Peter Panter) beschrieb er diesen Besuch.

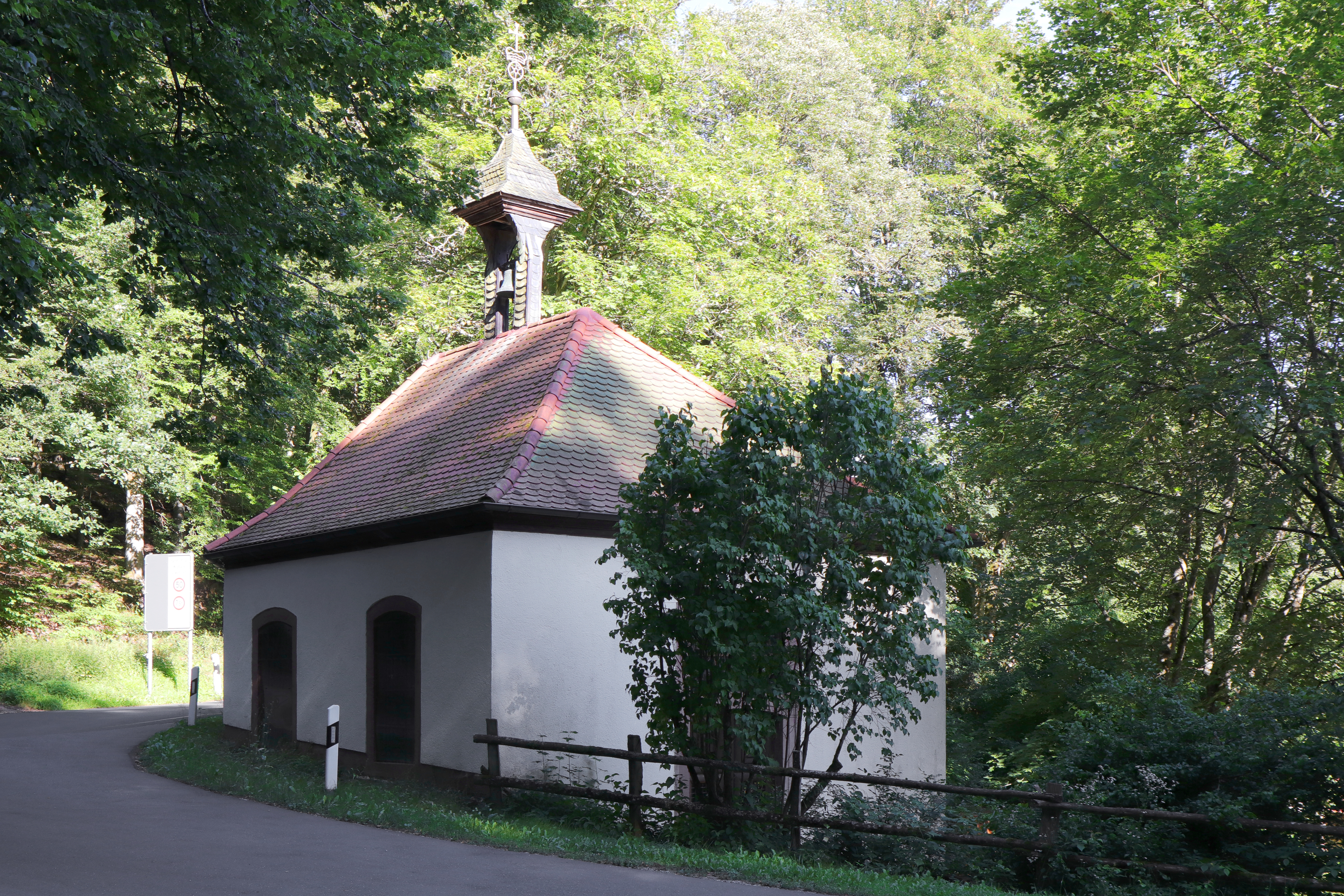
Kapelle St. Wendelin, Lichtenau (Rothenbuch)

Neben dem Gasthaus befindet sich die Kapelle St. Wendelin, 1723 errichtet und 1775 umgebaut. Von 1776 bis 1780 hielt der Weibersbrunner Pfarrer hier regelmäßig Gottesdienste für die Beschäftigten des Gestüts. 1938 erfolgte die Ausgestaltung der Kapelle mit Wandmalereien und Ornamenten in Seccotechnik durch den Kunststudenten Karl Vogel. In den 1990er Jahren wurden die originalen Butzenfenster aus Spessartglas ausgebaut und durch Nachbauten ersetzt; die Originale befinden sich im Spessartmuseum in Lohr. Wandbemalung und Altar wurden 2011 saniert.
Das Gasthaus und die Kapelle sind heute denkmalgeschützt und in der bayerischen Denkmalliste unter der Aktennummer D-6-71-148-7 aufgeführt.